# 西室蘭駅
西室蘭駅（にしむろらんえき）は、北海道室蘭市小橋内町（おはしないちょう）に所在した日本国有鉄道室蘭本線（貨物支線）の貨物駅である。事務管理コードは▲130371。
貨物支線廃止に伴い廃駅となった。

## 歴史
昭和30年代当時、室蘭港は工場専用埠頭が殆どを占め、雑貨埠頭あるいは公共埠頭と呼ばれる一般貨物取り扱いのための埠頭は、室蘭駅正面の中央埠頭の半分と民間運用の本輪西埠頭しかなく、取り扱い量の制限と遅滞を招いていた。このため市は新たな公共埠頭として西埠頭を建設し、その整備の一環として室蘭駅と西埠頭を結ぶ貨物支線及び公共臨港線を設けるにあたり当駅を開設した。この貨物支線は明治後期以来の倉庫専用線を拡張して敷設されている。なお、公共臨港線の運用は第三セクターの室蘭開発（株）が委託されて行った。
その後、コンテナ貨物に対応していない事や、苫小牧港やその他の港が整備された事等から西埠頭の貨物取り扱い量が減少し、また既に殆どがトラック輸送に切り替わっていたこと等から、1985年3月14日国鉄ダイヤ改正に合わせ廃線廃駅となった。

### 年表
- 1959年（昭和34年）3月21日 - 西1号埠頭建設工事竣工。
- 1960年（昭和35年）
  - 2月10日 - 西1号埠頭の陸上高架桟橋開通。
  - 5月10日 - 当駅開設[2]。貨物駅[2]。車扱貨物のみ取り扱い[6]。
  - 8月1日 - 西1号埠頭石炭積出し設備設置完工。
- 1964年（昭和39年）
  - - 西2号埠頭建設工事竣工。
  - 2月3日 - 西3号埠頭基部に水産物卸売市場開設。
  - 3月30日 - 西2号埠頭の公共臨港線敷設完了。試運転。
- 1967年（昭和42年）
  - 3月31日 - 西3号埠頭建設工事竣工。
  - 7月28日 - 西3号埠頭の公共臨港線敷設完了。試運転。
- 1985年（昭和60年）3月14日 - 公共臨港線廃止に伴い廃駅[2][6]。

## 駅構造
海側に多くの留置線と、山側に上屋を持つ貨物ホームを有していた。
また、西1号-3号の各埠頭へ側線を有すると共に、周囲の函館どつく室蘭製作所や楢崎造船等の工場や倉庫へ側線が敷かれていた。

## 駅周辺
- 北海道道699号室蘭港線
- 楢崎製作所
- 函館どつく室蘭製作所

## 駅跡
ホーム跡はツルハドラッグ室蘭築地店（AコープむろらんWEST跡地）およびイエローグローブ白鳥大橋蘭西店とその駐車場。構内の殆どは空き地のまま放置されている。

## 隣の駅
日本国有鉄道
室蘭本線貨物支線
室蘭駅 - 西室蘭駅